# 795 Fini
795 Fini este un asteroid din centura principală, descoperit pe 26 septembrie 1914, de Johann Palisa.